# Polygala cowellii
Polygala cowellii là một loài thực vật có hoa trong họ Polygalaceae. Loài này được (Britton) S.F. Blake miêu tả khoa học đầu tiên năm 1916.